# Первое Мая (Тарасовский район)
Пе́рвое Мая — хутор в Тарасовском районе Ростовской области.
Входит в состав Дячкинского сельского поселения.

## Население
| 2010 | 2013 | 2015 | 2016 |
| ---- | ---- | ---- | ---- |
| 58   | →58  | ↘55  | ↘53  |

## Улицы
На хуторе имеется одна улица — Первомайская.